# 白瀨冰河
70°5′S 38°45′E / 70.083°S 38.750°E
白瀨冰川（日语：／ shirase hyouga）是南極洲的冰川，位於毛德皇后地的哈拉爾王子海岸，最終注入呂佐夫-霍爾姆灣的哈夫斯博特恩灣，由挪威探險隊命名和繪入地圖。